# Юхимчук Анатолій Петрович
Анатолій Петрович Юхимчук (нар. 18 березня 1959, с. Кориченці, Хмельницька область) — український політик; Рахункова палата, секретар (з березня 2005).

## Життєпис
Народився 18 березня 1959 (с. Кориченці, Деражнянський район, Хмельницька область); українець; батько Петро Миколайович (1923–1968) — вчитель, директор школи; мати Ольга Каленівна (1923–2007) — вчителька; дружина Надія Олександрівна (1960) — інженер електрозв'язку; дочка Ольга (1983) і син Олександр (1989).
Освіта: Кам'янець-Подільський індустріальний технікум (1978); Кам'янець-Подільський педагогічний інститут, історичний факультет (1983–1989), вчитель історії та суспільствознавства.
Народний депутат України 2-го скликання з липня 1994 (1-й тур) до квітня 1998, Жмеринський виборчій округ № 50, Вінницька область, висунутий трудовим колективом. На час виборів: заступник глави Жмеринської райдержадміністрації. Секретар групи «Незалежні». Член Комітету з питань прав людини, національних меншин і міжнаціональних відносин.
- Березень — жовтень 1978 — інженер-маркшайдер заводу крупнопанельного будинкобудування у місті Асбест Свердловської області.
- 1978–1981 — служба в армії.
- З 1981 — працював в державних установах Жмеринського району.
- З листопада 1983 — інструктор, з квітня 1990 — завідувач оргвідділу, заступник голови виконкому Жмеринської райради народних депутатів.
- З травня 1992 — заступник глави Жмеринської райдержадміністрації.
- З 1998 — 1995 — начальник відділу, начальник управління зв'язків з громадськістю та міжнародного співробітництва Рахункової палати.
- З 2005–2018 призначений Верховною Радою України Секретарем Рахункової палати.
- З 2018–2024 Радник Рахункової палати.

Нагороди:
Срібна медаль Верховної Ради України, Почесна Грамота Верховної Ради України, Почесна Грамота Кабінету Міністрів України, Почесна Грамота Рахункової палати, Орден «За заслуги» III ступеня (січень 2009), Орден «За заслуги» II ступеня (2019).
Захоплення: музика, театр, спорт.